# Opinogóra Górna (Gmina)
Gmina Opinogóra es un gmina rural (distrito administrativo) en el condado de Ciechanów, Mazovia, en el centro-este de Polonia. Su sede es el pueblo de Gmina Opinogóra, que se encuentra a unos 7 km al noreste de Ciechanów y a 79 km al norte de Varsovia.
El gmina cubre un área de 139,76 km², y a partir de 2006 su población total es de 5.980 habitantes.

## Pueblos
El gmina Gmina Opinogóra incluye los pueblos y asentamientos de Bacze, Bogucin, Chrzanówek, Chrzanowo, Czernice, Długołęka, Dzbonie, Elżbiecin, Goździe, Janowięta, Kąty, Klonowo, Kobylin, Kołaczków, Kołaki-Budzyno, Kołaki-Kwasy, Kotermań, Łaguny, Łęki, Opinogóra Dolna, Opinogóra Górna, Opinogóra-Kolonia, Pajewo-Króle, Pałuki, Pokojewo, Pomorze, Przedwojewo, Przytoka, Rąbież, Rembówko, Rembowo, Sosnowo, Wierzbowo, Wilkowo, Władysławowo, Wola Wierzbowska, Wólka Łanięcka, Załuże-Imbrzyki, Załuże-Patory y Zygmuntowo.

## Gminas vecinos
El gmina Gmina Opinogóra limita con los gminas de Ciechanów, Czernice Borowe, Gołymin-Ośrodek, Krasne y Regimin.